# Маркевич, Анатолий Иванович
Анатолий Иванович Маркевич (1908 год — дата и место смерти не известны) — старший агроном Алтайской МТС Алтайского района Алтайского края. Герой Социалистического Труда (1949).

## Биография
Родился в 1908 году в Бессарабии. В 1937 году переехал на Алтай, где устроился на работу агрономом на пенькозавод в селе Алтайское. С 1939 года — агроном, старший агроном Алтайской МТС.
В 1948 году Алтайская МТС собрала на полях обслуживаемых колхозов в среднем по 21,3 центнеров пшеницы с площади 398,4 гектаров и по 20,4 центнеров ржи на площади 646,2 гектаров. Указом Президиума Верховного Совета СССР от 20 мая 1949 года за получение высоких урожаев пшеницы и ржи при выполнении колхозом обязательных поставок и контрактации по всем видам сельскохозяйственной продукции, натуроплаты за работу МТС в 1948 году и обеспеченности семенами зерновых культур для весеннего сева 1949 года удостоен звания Героя Социалистического Труда с вручением ордена Ленина и золотой медали «Серп и Молот».
В 1955 году переехал в Москву и позднее — в Донецкую область.

## Награды
- Герой Социалистического Труда — указом Президиума Верховного Совета СССР от 20 мая 1949 года
- Орден Ленина — трижды (04.03.1948; 1949; 23.06.1950)